# Velimir Bata Živojinović
Velimir "Bata" Živojinović cyr. Велимир "Бата" Живојиновић (ur. 5 czerwca 1933 w Mladenovcu, zm. 22 maja 2016 w Belgradzie) – jugosłowiański i serbski aktor filmowy i polityk.

## Życiorys
Syn urzędnika państwowego Dragoljuba i Tiosavy. Mając 15 lat pracował jako statysta w jednym z belgradzkich teatrów. Po ukończeniu szkoły w Nowym Sadzie, studiował na wydziale aktorskim Akademii Dramatycznej w Belgradzie. Po ukończeniu studiów podjął pracę w Teatrze Dramatycznym w Belgradzie.
W 1955 zadebiutował w filmie Pesma za Kumbare. Był najczęściej obsadzanym aktorem w filmach jugosłowiańskich, zagrał ponad 250 ról. Największe sukcesy osiągał w latach 70. Szczególną popularność, nie tylko w Jugosławii zyskał rolą tytułową w filmie Walter broni Sarajewa. Trzykrotnie wyróżniony nagrodą Złotej Areny dla najlepszego aktora na Festiwalu Filmowym w Puli (1965, 1967, 1972).
W 1990 został wybrany deputowanym do parlamentu serbskiego, z listy Socjalistycznej Partii Serbii. W parlamencie zasiadał do 2003.
Imię aktora nosi jedna z ulic w belgradzkiej dzielnicy Vračar.

## Wybrana filmografia
- 1955: Pesma za kumbare jako Velja
- 1956: Klisura jako Ajkin
- 1959: Bez rozkładu jazdy (Vlak bez voznog reda) jako Duje
- 1965: Dziewczyna kłamie (Lažnivka) jako Bonivan
- 1967: Spotkałem nawet szczęśliwych Cyganów (Skupljači perja) jako Mirta
- 1968: Brat doktora Homera jako Simon Petrović
- 1969: Bitwa nad Neretwą jako Stole
- 1972: Walter broni Sarajewa jako Walter
- 1972: Piosenkarka z tawerny jako Jovanić
- 1972: Ślady czarnowłosej (Tragovi crne devojke) jako Sinter
- 1976: Stróż plaży w sezonie zimowym jako ojciec Ljubicy
- 1976: Wzgórza Zelengory (Vrhovi Zelengore) jako Boro
- 1977: Miłosne życie Budimira Trajkovicia (Ljubavni život Budimira Trajkovića) jako kierowca Milorad
- 1977: Pies, który kochał pociągi (Pas koji je voleo vozove) jako kowboj
- 1979: Partyzancka eskadra jako Vuk
- 1982: 13 lipca (13. jul) jako ojciec Stevana
- 1983: Balkan Express jako Stojčić
- 1984: Cud niebywały jako ojciec Makarije „Cudotwórca”
- 1984: Bałkański szpieg jako piekarz
- 1984: Koniec świata jako Bajo Lazarević
- 1989: Bitwa na Kosowym Polu jako Hamza
- 1996: Piękne wsie pięknie płoną jako Gvozden
- 1998: Beczka prochu jako kierowca autobusu
- 2012: Mój piękny kraj
- 2012: Lód jako Životije